# Alexander Vogel

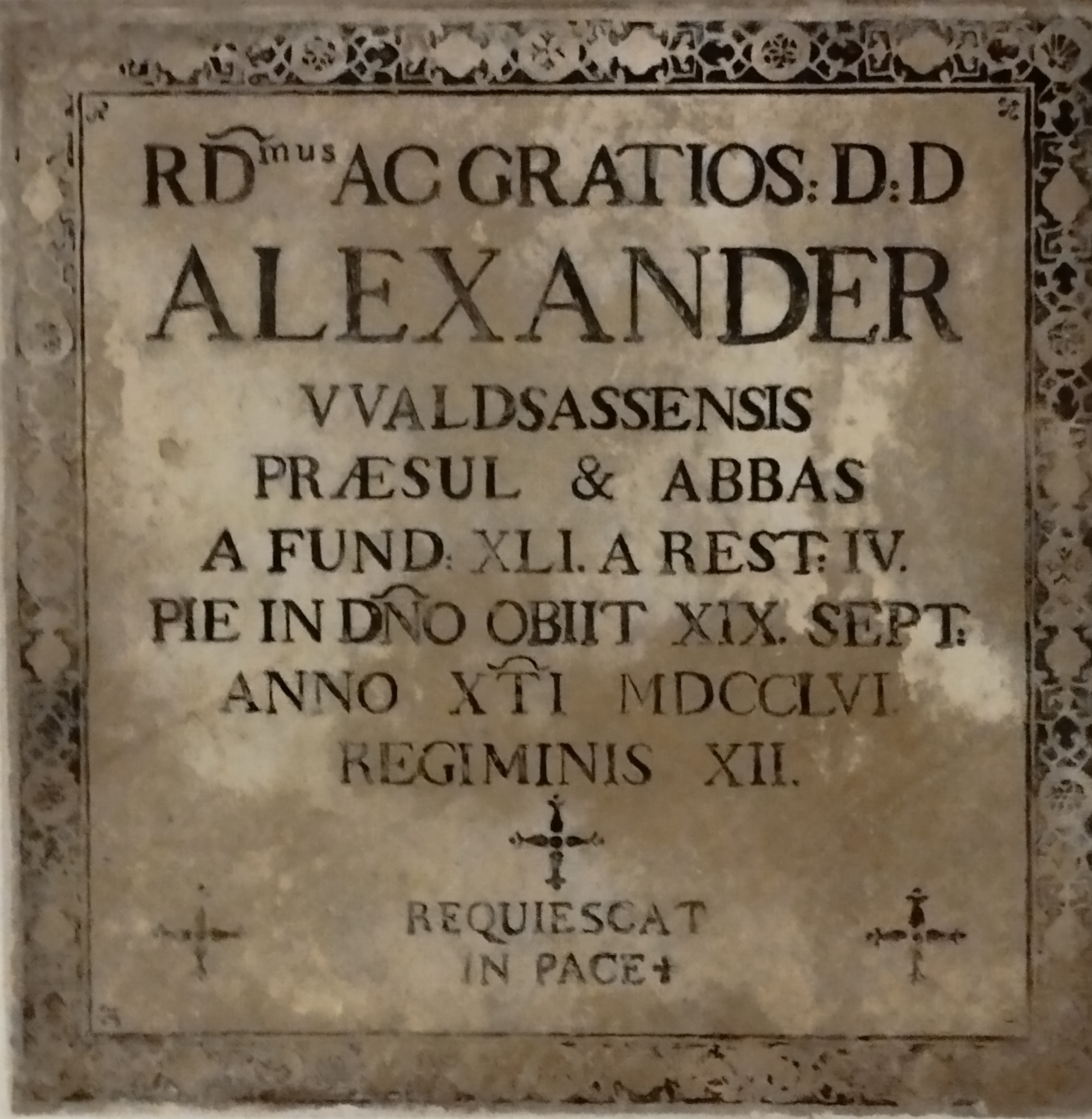
Epitaph von Abt Alexander Vogel, Waldsassen

Alexander Vogel (* 22. Mai 1698 in Sagan, Herzogtum Sagan; † 19. September 1756 in Wondreb, Stiftland) war ein deutscher Geistlicher und Abt des Klosters Waldsassen von 1744 bis 1756.
Alexander Vogel trat 1717 in das Kloster Waldsassen ein. Die Priesterweihe erfolgte 1722. Er wirkte dort nach erfolgreichen Studien als Professor und ab 1738 als Pfarrvikar in Wondreb. Als Bauherr setzte er verschiedene Bauvorhaben um, darunter die Fischhofbrücke durch den Baumeister Philipp Muttone. Besonders erwähnenswert ist die Ausstattung der Gnadenkapelle in Tirschenreuth und der Stiftsbasilika Waldsassen mit weiteren vier Katakombenheiligen, die nach Verhandlungen mit Rom erworben wurden. Ab 1750 zwangen ihn haltlose Vorwürfe einer Vaterschaft, sein Amt ruhen zu lassen, 1752 wurde er völlig rehabilitiert, gesundheitlich angeschlagen zog er sich nach Wondreb zurück, wo er 1756 verstarb. Er fand in der Gruft der Stiftskirche seine letzte Ruhestätte. Der Konvent errichtete zu seinem Gedächtnis eine Trauerpyramide, die als Kupferstich überliefert ist.